# ハコビヤ
『ハコビヤ』は、2024年1月13日（12日深夜）から3月2日（1日深夜）まで、テレビ東京系列の「ドラマ25」枠にて放送されたテレビドラマ。主演は田辺誠一、ヒロイン役に影山優佳。
洋食屋の店主と「運び屋」の2つの顔を持つ主人公が運送会社には頼めない特殊な依頼をその事情をくみ取り、成し遂げていく中で生まれるヒューマンドラマ。

## あらすじ
ランチ専門の洋食屋「キッチン白鳥」を営む白鳥剣は営業終了後、口コミで来店する依頼人からの「ホットココアお願いできますか?」を合言葉に、犯罪行為にならなければ「お荷物丁重にお届けいたします」と「ハコビヤ」として依頼を引き受け、1万円の報酬であらゆるものを受取人に運び届けていた。
ある日、キッチン白鳥のアルバイトに応募してきた天野杏奈は、応募当日のランチタイムに明るく手際よく接客をこなし採用され、好奇心旺盛な彼女は「ハコビヤ」の仕事にも関わるようになる。依頼人の事情と思いを汲み取る剣と彼の助手を買って出た杏奈は、洋食屋の電気自動車を走らせ依頼を遂行してゆく。

## キャスト

### 主要人物
白鳥剣（しらとり けん）
演 - 田辺誠一
「キッチン白鳥」2代目店主。ランチ営業終了後に「ハコビヤ」として依頼を受ける。元新聞記者。
記者時代に培った取材力で巧みに人の懐に入り情報を探り出し、鋭い洞察力で依頼を遂行する。
天野杏奈（あまの あんな）
演 - 影山優佳（幼少期：清水恵麻）
アルバイト。好奇心旺盛で剣の「ハコビヤ」の仕事にも関わり、助手を買って出る。
幼少期、帰ってこない母親の元へ自分を運んでほしいと剣に依頼している。

### ゲスト

#### 第1話
平野壮馬（ひらの そうま）
演 - 戸塚純貴
依頼人。フォロワー数3万人のアコースティックデュオ「ざぼん」でともにプロデビューを目指していた元相方の奏太に、彼のギターと楽譜を届けてほしいと剣に依頼する。
一ノ瀬奏太（いちのせ そうた）
演 - 山口大地
受取人。壮馬の元相方。行方知れず。
大家
演 - 高橋信康
奏太がかつて住んでいたアパートの大家。
五十嵐、塩尻
演 - 山川ありそ、小熊倫己
奏太がかつてアルバイトしていた駅前の楽器店の店長と店員。
一ノ瀬浩美（いちのせ ひろみ）
演 - 正木佐和
奏太の母親。「一ノ瀬ピアノ教室」のピアノ講師。若年性アルツハイマー型認知症が進行した息子を世話していた。

#### 第2話
榊原麻衣子（さかきばら まいこ）
演 - 立石晴香
依頼人。小学校教師。不倫相手だった飯沼に、時間通り18時10分に携帯電話を届け、写真フォルダを確認するよう伝えてほしいと剣に依頼する。
飯沼彰（いいぬま あきら）
演 - おいでやす小田
受取人。妻子がいながら麻衣子と不倫関係にあった人気ピン芸人。
紺野あずさ（こんの あずさ）
演 - 東風万智子
女優兼モデル。飯沼の「サレ妻」。SNSで生配信を行っている。
飯沼のファン
演 - 藤田優香、永山愛
お笑いライブの会場で、飯沼はライブ後にテレビの生放送特番にシークレットゲストとして出演すると剣に教える。
田中
演 - 岡安泰樹
テレビ局のプロデューサー。剣から飯沼の番組出演後のスケジュールを確認される。
純情のアフィリア
演 - 楠木コトリ、白雪ミハル、寺坂ユミ（以上 純情のアフィリア、本人役）
テレビ局のロビーにいた女性アイドルグループ。
飯沼の息子
演 - 飯塚凪音
飯沼と紺野の息子。塾に通っている。

#### 第3話
玉井沙耶（たまい さや）
演 - 志水心音
依頼人。8歳の小学生。連絡が途絶えたチャット友達「リコ」にぬいぐるみを届け、握手するように伝えてほしいと剣に依頼する。
リコ
声 - 疋田心和
受取人。沙耶によると、中学生くらいで部屋に籠り学校にも行っていないと思われている。最近「私、消えたほうがいいのかな」と落ち込んでいた。
小田切哲（おだぎり てつ）
演 - 長岩健人
西村システム工学ラボの学生。「悩んでいる人を助ける」という研究テーマを世界に与える影響が小さいので止めるよう西村に酷評される。
西村孝夫（にしむら たかお）
演 - 升毅
受取人のリコの父親と思われる大学教授。「世界に届くシステム工学」を標榜する西村システム工学ラボの主宰者。
ラボの学生
演 - 原田悠希、たなかさと
西村システム工学ラボの学生。
准教授
演 - 内藤聖羽、高崎二郎
大学でフナムシを研究する学者。剣に西村システム工学ラボにいる人員の探りを入れられる。

#### 第4話
矢中美恵子（やなか みえこ）
演 - 中島ひろ子
依頼人。葵の母。家出した娘の葵に、今日中に18歳のバースデイケーキを届けてほしいと剣に依頼する。
矢中葵（やなか あおい）〈18〉
演 - 中井友望（乳児期：土井泉澄、幼児期：井桁白玖愛、小学生時代：仲田蒼）
受取人。美恵子の娘。家出して不良のたまり場である東下繁華街にたむろしている。
リホ
演 - 木村葉月
東下繁華街の不良少女。
ユイ
演 - 東原優希
東下繁華街の不良少女。剣にインスタにアップするカズとのツーショット写真をスマートフォンで撮影してもらう。
カズ
演 - あつし
東下繁華街の不良少年。剣に葵は潰れたパチンコ屋によくいると教える。
モエ
演 - 青羽里奈
潰れたパチンコ屋にいた不良少女。葵の友達。
矢中繁生
演 - 松原正隆
葵の父。剣たちからケーキの受け取りを葵に拒否されたと報告される。
不良少年・少女
演 - 澤井一希、脇本大樹、きばほのか
潰れたパチンコ屋にいた不良少年・少女たち。

#### 第5話
椿山竜太郎
演 - 皆川猿時（第3話）
依頼人。キッチン白鳥の常連客でツケの常習犯。うさぎの着ぐるみを15時ちょうどに桜庭駅にいる柏という男性に運んでほしいと剣に依頼する。
18年前、剣が「ハコビヤ」の仕事を始める契機となった初めての依頼人で、「ハコビヤ」の噂を口コミで広めた。
柴田あかり
演 - 映美くらら
椿山の高校時代の同級生で、学生のころ何度も告白されていた。
祐太郎（ゆうたろう）
演 - 小山蒼海
あかりの息子。椿山がうさぎの着ぐるみを着てティッシュ配りをしている合間に見せたパントマイムに感激し、仲良くなる。
柏
演 - 木村知貴
受取人。椿山に着ぐるみを着てティッシュを配るアルバイトを依頼しており、着ぐるみを届けに来た白鳥にティッシュ配りを代行させる。

#### 第6話
早坂満男（はやさか みつお） / 早坂美月
演 - 水瀬裕也（幼少期：石橋類）
依頼人。指輪と33本の薔薇の花束を、公園にいる白いコートを着た美月という女性に1年後に届けてほしいと剣に依頼する。
早坂由美
演 - 街田しおん
満男の母。長らく満男と連絡が取れていなかったが、杏奈の提案で満男が実家へ運び届けられたことで再会する。
満男の父
演 - 渡部遼介
長らく満男と連絡が取れていなかったが、杏奈の提案で満男が実家へ運び届けられたことで再会する。
想像の美月
演 - 島村みやこ
杏奈が想像した受取人の美月。フラッシュモブの演出の中、公園で満男からプロポーズされる。
フラッシュモブのダンサー
演 - 黒須杏樹、久保田優香、岡野亜美、戸田亜海、小澤竜心、前田梨羽、西郷豊、吉村圭太、黒須洋嗣
杏奈が想像した公園での満男から美月へのプロポーズの場面で、フラッシュモブとしてダンスを踊り出す。

#### 第7話
世良琢磨（せら たくま）
演 - 森永悠希
依頼人。自信作の絵画を完成させたので、公募展への出品前に音信不通になった恩師の朋美に届け、感想を聞いてほしいと剣に依頼する。
神沢朋美
演 - 原田佳奈
受取人。琢磨に絵を描く楽しさを教えた唯一の恩師。病気で将来失明することを予見し、絵画教室に来ないよう突き放し琢磨との連絡を絶つ。
視力を失ってからも、琢磨の描いた黄色桜の絵画1枚だけは手元に残していた。
生徒
演 - 中道耕介
朋美の主催する絵画教室の生徒。

#### 最終話
小泉湊（こいずみ みなと）
演 - 木村優来
依頼人。小学2年生の少年。手紙は送ってくるが2年前から帰ってこない母親の元へ自分を運んでほしいと剣に依頼する。
昌子
演 - 菊池麻衣子
湊の伯母。甥の湊を引き取り「お母さんは仕事が忙しくて帰ってこれない」と言い聞かせ、湊のために妹に成り代わり手紙を送っていた。
湊の母
演 - 内海香織

惠
演 - 友利恵（第4話）
杏奈の母。幼き日の杏奈とキッチン白鳥でカニクリームコロッケを食べ彼女の誕生日を祝い、クマのアップリケのついた財布をプレゼントする。だが、ある日「あんな ごめんね　おとうさんと、なかよくするんだよ。」と書置きを残し姿を消してしまう。
朋太子由寿（ほうだいし ゆず）
演 - 鞘師里保
「株式会社明和」の新入社員。キッチン白鳥にハコビヤの仕事の依頼に現れる。
『推しを召し上がれ〜広報ガールのまろやかな日々〜』からのサプライズ出演。

## スタッフ
- 演出 - 日暮謙、松本拓、角田恭弥[35]
- 脚本 - 政池洋佑、當銘啓太、守口悠介、綿種アヤ、高尾苑子[35]
- オープニングテーマ - クボタカイ「gear5」（ROOFTOP / WARNER MUSIC JAPAN）[5]
- エンディングテーマ - オレンジスパイニクラブ「六号線」（WARNER MUSIC JAPAN）[36]
- フードコーディネーター - 藤代太一
- 医療監修 - 山本昌督
- キャスティングスーパーバイザー - 柿崎ゆうじ
- プロデューサー - 松本拓（テレビ東京）、馬渕義史（テレビ東京）、澤田賢一（カーツメディアワークス）、小松俊喜（楽映舎）[35]、金井聡（TBWA\HAKUHODO）、林大智（TBWA\HAKUHODO）
- 制作協力 - 日産自動車、楽映舎
- 企画協力 - TBWA\HAKUHODO
- 制作 - テレビ東京、カーツメディアワークス[35]
- 製作著作 - 「ハコビヤ」製作委員会[35]

## 放送日程
| 話数   | 放送日  | サブタイトル                 | 脚本              | 演出     |
| ------ | ------- | ---------------------------- | ----------------- | -------- |
| 第1話  | 1月13日 | 届け先住所、不明。           | 政池洋佑          | 日暮謙   |
| 第2話  | 1月20日 | 不倫相手に届けるスマホ。     | 當銘啓太 高尾苑子 | 日暮謙   |
| 第3話  | 1月27日 | 8歳の依頼人                  | 當銘啓太          | 日暮謙   |
| 第4話  | 2月03日 | 不良少女へのバースデーケーキ | 守口悠介          | 松本拓   |
| 第5話  | 2月10日 | 最もいい加減な依頼人。       | 政池洋佑          | 角田恭弥 |
| 第6話  | 2月17日 | 指定日時は、1年後            | 當銘啓太          | 松本拓   |
| 第7話  | 2月24日 | 消息不明の恩師へ             | 綿種アヤ          | 角田恭弥 |
| 最終話 | 3月02日 | 別れの時                     | 政池洋佑          | 松本拓   |

## 放送局
| 放送期間               | 放送時間                     | 放送局         | 対象地域       | 備考   |
| ---------------------- | ---------------------------- | -------------- | -------------- | ------ |
| 2024年1月13日 - 3月2日 | 土曜 0:52 - 1:23（金曜深夜） | テレビ東京     | 関東広域圏     | 製作局 |
|                        |                              | テレビ大阪     | 大阪府         |        |
|                        |                              | テレビ愛知     | 愛知県         |        |
|                        |                              | テレビせとうち | 岡山県・香川県 |        |
|                        |                              | テレビ北海道   | 北海道         |        |
|                        |                              | TVQ九州放送    | 福岡県         |        |
| 2024年4月2日 - 5月21日 | 火曜 0:00 - 0:30（月曜深夜） | BSテレ東       | 全国           |        |

### ネット配信
| 配信開始月 | 配信サイト     | 配信料金     | 備考           |
| ---------- | -------------- | ------------ | -------------- |
| 2024年1月  | ネットもテレ東 | 広告付き無料 | 見逃し配信     |
| 2024年1月  | TVer           | 広告付き無料 | 見逃し配信     |
| 2024年1月  | U-NEXT         | 定額制有料   | 独占見放題配信 |
| 2024年1月  | Lemino         | 定額制有料   | 独占見放題配信 |